# Moritz Edenfeld
Moritz Edenfeld (auch Moses Edenfeld; * 2. November 1811 in Veitshöchheim; † 18. August 1865 in Frankfurt am Main) war ein deutscher Kaufmann und Politiker.
Edenfeld war jüdischen Glaubens und der Sohn von Simon Edenfeld. Mit seiner Ehefrau Amalie Goldschmidt zog er 1841 in die Freie Stadt Frankfurt und lebte dort als Tuchhändler. Dort war er auch politisch aktiv und war 1865 Mitglied des Gesetzgebenden Körpers der Freien Stadt Frankfurt.